# Octanal
Octanal of octanaldehyde of aldehyde C-8 is een aldehyde met formule CH3(CH2)6CHO.
Octanal is een kleurloze vloeistof met een sterke fruitgeur. Het komt van nature voor in de olie van citrusvruchten. Het wordt gebruikt in geurstoffen en smaakstoffen. De productie gebeurt door hydroformylering van hepteen of door dehydrogenering van 1-octanol.